# Edong Yangtze River Bridge
L'Edong Yangtze River Bridge (cinese: 鄂东 长江 大桥) è un ponte strallato che attraversa il fiume Yangtze nella provincia di Hubei, nella Cina orientale. Il ponte collega Huangshi e la contea di Xishui. La costruzione del ponte è iniziata nel 2008 ed è stato completato nel 2010. Con la campata principale lunga 926 metri, è il quarto ponte strallato più lungo del mondo.